# Нины
Ни́ны — село в Советском районе (городском округе) Ставропольского края Российской Федерации.

## Варианты названия
- Нины (Фроловкутъ)[3].

## География
Расстояние до краевого центра: 168 км. Расстояние до районного центра: 10 км.

## История
Основано в 1786 году
На 1789 год село входило в Екатериноградский уезд.
Указом от 30 августа 1790 года Кавказское наместничество и Кавказская губерния ликвидированы, губернские присутственные места переведены в Астрахань, город Екатериноград и Екатериноградский уезд упразднены. Населённые пункты ликвидированного Екатериноградского уезда распределены между близлежащими уездами. В частности, в состав Георгиевского уезда вошло село Незлобное. 
С первых дней оккупации 1942 года немцы начали совершать массовые аресты граждан села и ограбления хозяйств, принадлежащих колхозам, колхозникам, рабочим и служащим. Замучено и расстреляно ничем не повинных советских граждан — 76 человек, в том числе женщины, дети и старики. Из них местных жителей - 15 человек, эвакуированных еврейского населения - 14 человек и других граждан в количестве - 47 человек, фамилии которых не установлены.
До 1 мая 2017 года село было административным центром упразднённого Нинского сельсовета.

## Население
| 1789  | 1897  | 1903  | 1909  | 1925  | 1939  | 1989  |
| ----- | ----- | ----- | ----- | ----- | ----- | ----- |
| 2012  | ↗4811 | ↗5340 | ↗6601 | ↗6762 | ↘5735 | ↘4463 |
| 2002  | 2010  | 2021  |       |       |       |       |
| ↗4808 | ↘4121 | ↘3848 |       |       |       |       |

По данным переписи 2002 года, 93 % населения — русские.

## Инфраструктура
- Культурно-досуговый центр. Открыт 15 октября 1951 года как Дом культуры[4]
- Библиотека. Открыта 1 марта 1947 года[16]

## Образование
- Детский сад № 8 «Колосок»[17]
- Средняя общеобразовательная школа № 9[18]

## Люди, связанные с селом
- Марков, Алексей Яковлевич (1920, село Нины — 1992) — русский, советский поэт
- Степанов, Степан Иванович (1906—19??) — советский военачальник, полковник.

## Памятники
- Братская могила участников борьбы за установление советской власти на Ставрополье[19]
- Братская могила советских воинов, погибших в борьбе с фашистами. Январь 1943, 1946, 1984 года[20]

## Кладбище
В районе улицы Садовой расположено общественное открытое кладбище площадью 96 тыс. м².